# Adresat (literatura)
Adresat – osoba istniejąca rzeczywiście, do której dany utwór literacki bezpośrednio się zwraca, wymieniona (zazwyczaj z imienia i nazwiska) w tytule utworu (np. w wierszu Do Joachima Lelewela Adama Mickiewicza), w dedykacji lub w samym tekście utworu. Także inny termin na określenie odbiorcy dzieła literackiego.
Rodzaje adresatów:
- adresat wewnątrztekstowy (wymieniony w utworze)
- adresat zewnątrztekstowy
- adresat pojedynczy
- adresat zbiorowy